# نمازخانه و آب‌انبار ملاحسن
نمازخانه و آب انبار ملاحسن مربوط به سدهٔ ۱۰ ه.ق است و در میبد، زیر محله کلوثر (کلوسر) محله فیروز آباد واقع شده و این اثر در تاریخ ۲ بهمن ۱۳۸۲ با شمارهٔ ثبت ۱۰۸۹۱ به‌عنوان یکی از آثار ملی ایران به ثبت رسیده است.